# Campeonato Mundial de Atletismo de 2005 - Salto com vara masculino
O salto com vara masculino no Campeonato Mundial de Atletismo de 2005 foi realizada no Estádio Olímpico, em Helsinque, na Finlândia, entre os dias 9 a 11 de agosto de 2005.

## Recordes
Antes desta competição, os recordes mundiais e do campeonato nesta prova eram os seguintes:
| Tipo                  | Atleta        | Altura | Local     | Data                |
| --------------------- | ------------- | ------ | --------- | ------------------- |
|                       | Sergey Bubka  | 6,14   | Sestriere | 31 de julho de 1994 |
| Recorde do campeonato | Dmitri Markov | 6,05   | Edmonton  | 9 de agosto de 2001 |

## Medalhistas
| Ouro            | Prata             | Bronze                |
| Rens Blom (NED) | Brad Walker (USA) | Pavel Gerasimov (RUS) |

## Calendário
Todos os horários estão no horário local (UTC+2)
| Data         | Horário | Fase         |
| ------------ | ------- | ------------ |
| 9 de agosto  | 12:10   | Qualificação |
| 11 de agosto | 18:35   | Final        |

## Resultados

### Qualificação
Qualificação: 5.60 m (Q) ou as 12 melhores performances (q).
| Pos. | Grupo | Atleta                 | Nacionalidade  | 5.30 | 5.45 | 5.60 | Marca | Notas |
| ---- | ----- | ---------------------- | -------------- | ---- | ---- | ---- | ----- | ----- |
| 1    | A     | Nick Hysong            | Estados Unidos | –    | –    | o    | 5.60  | Q     |
| 2    | A     | Igor Pavlov            | Rússia         | xo   | xo   | o    | 5.60  | Q     |
| 3    | A     | Tim Lobinger           | Alemanha       | –    | o    | xo   | 5.60  | Q     |
| 3    | A     | Dmitri Markov          | Austrália      | –    | –    | xo   | 5.60  | Q     |
| 3    | A     | Patrik Kristiansson    | Suécia         | –    | –    | xo   | 5.60  | Q     |
| 6    | B     | Pavel Gerasimov        | Rússia         | –    | o    | xxo  | 5.60  | Q     |
| 7    | A     | Daichi Sawano          | Japão          | –    | o    | xxx  | 5.45  | q     |
| 7    | A     | Kevin Rans             | Bélgica        | o    | o    | xxx  | 5.45  | q     |
| 7    | B     | Giuseppe Gibilisco     | Itália         | –    | o    | xxx  | 5.45  | q     |
| 7    | B     | Danny Ecker            | Alemanha       | –    | o    | xxx  | 5.45  | q     |
| 7    | B     | Rens Blom              | Países Baixos  | –    | o    | xxx  | 5.45  | q     |
| 7    | B     | Brad Walker            | Estados Unidos | –    | o    | xxx  | 5.45  | q     |
| 13   | A     | Jean Galfione          | França         | xo   | o    | xxx  | 5.45  |       |
| 14   | B     | Konstadinos Filippidis | Grécia         | o    | xo   | xxx  | 5.45  |       |
| 14   | B     | Damiel Dossévi         | França         | –    | xo   | xxx  | 5.45  |       |
| 16   | B     | Giovanni Lanaro        | México         | xxo  | xo   | xxx  | 5.45  |       |
| 17   | B     | Denys Yurchenko        | Ucrânia        | –    | xxo  | xxx  | 5.45  |       |
| 17   | B     | Steven Hooker          | Austrália      | –    | xxo  | xxx  | 5.45  |       |
| 19   | B     | Jure Rovan             | Eslovênia      | o    | xxx  |      | 5.30  |       |
| 19   | B     | Matti Mononen          | Finlândia      | o    | xxx  |      | 5.30  |       |
| 21   | A     | Piotr Buciarski        | Dinamarca      | xo   | xxx  |      | 5.30  |       |
| 22   | A     | Leonid Andreev         | Uzbequistão    | xxx  |      |      | NM    |       |
| 22   | A     | Vladyslav Revenko      | Ucrânia        | –    | –    | xxx  | NM    |       |
| 22   | A     | Liu Feiliang           | China          | xxx  |      |      | NM    |       |
| 22   | B     | Kim Yoo-suk            | Coreia do Sul  | xxx  |      |      | NM    |       |
| 22   | B     | Lars Börgeling         | Alemanha       | –    | xxx  |      | NM    |       |
| 23   | A     | Toby Stevenson         | Estados Unidos |      |      |      | DNS   |       |

### Final
A final ocorreu dia 11 de agosto às 18:35.
| Pos.              | Atleta              | Nacionalidade  | 5.35 | 5.50 | 5.65 | 5.75 | 5.80 | 5.85 | Marca | Notas                |
| ----------------- | ------------------- | -------------- | ---- | ---- | ---- | ---- | ---- | ---- | ----- | -------------------- |
| Medalha de ouro   | Rens Blom           | Países Baixos  | –    | xxo  | xo   | xo   | o    | x    | 5.80  | Recorde da temporada |
| Medalha de prata  | Brad Walker         | Estados Unidos | –    | xxo  | xo   | xo   | x–   | xx   | 5.75  |                      |
| Medalha de bronze | Pavel Gerasimov     | Rússia         | –    | o    | xo   | xxx  |      |      | 5.65  | Recorde da temporada |
| 4                 | Igor Pavlov         | Rússia         | –    | o    | xxo  | xxx  |      |      | 5.65  |                      |
| 5                 | Giuseppe Gibilisco  | Itália         | –    | o    | xxx  |      |      |      | 5.50  |                      |
| 5                 | Tim Lobinger        | Alemanha       | –    | o    | xxx  |      |      |      | 5.50  |                      |
| 5                 | Nick Hysong         | Estados Unidos | –    | o    | xxx  |      |      |      | 5.50  |                      |
| 8                 | Daichi Sawano       | Japão          | xo   | o    | xxx  |      |      |      | 5.50  |                      |
| 9                 | Patrik Kristiansson | Suécia         | –    | xxo  | xxx  |      |      |      | 5.50  |                      |
| 10                | Kevin Rans          | Bélgica        | o    | xxx  |      |      |      |      | 5.35  |                      |
| 11                | Dmitri Markov       | Austrália      | –    | xxx  |      |      |      |      | NM    |                      |
| 11                | Danny Ecker         | Alemanha       | –    | xxx  |      |      |      |      | NM    |                      |

Legenda
| Recorde mundial       | Recorde mundial (World record)               |                       | Recorde africano                      | Recorde africano (African) |                                           | Q | Classificado por posição (Qualified) |
| Recorde do campeonato | Recorde do campeonato (Championship record)  | Recorde da América    | Recorde da América (Americas)         | q                          | Classificado por melhor tempo (Qualified) |   |                                      |
| Melhor marca do ano   | Melhor marca do ano (World leading)          | Recorde asiático      | Recorde asiático (Asian)              | DNS                        | Não largou (Did not start)                |   |                                      |
| Recorde nacional      | Recorde nacional (National record)           | Recorde europeu       | Recorde europeu (European)            | DNF                        | Não terminou (Did not finish)             |   |                                      |
| Recorde pessoal       | Recorde pessoal do atleta (Personal best)    | Recorde da Oceania    | Recorde da Oceania (Oceania)          | DSQ / DQ                   | Desclassificado (Disqualified)            |   |                                      |
| Recorde da temporada  | Recorde da temporada do atleta (Season best) | Recorde sul-americano | Recorde sul-americano (South America) | NM                         | Sem marca (No mark)                       |   |                                      |